# Hettingen
Hettingen är en Stad i Landkreis Sigmaringen i det tyska förbundslandet Baden-Württemberg. Kommunen består av ortsdelarna (tyska Ortsteile) Hettingen och Inneringen. Hettingen är med cirka 1 900 invånare den minsta staden i Baden-Württemberg.
Staden ingår i kommunalförbundet Gammertingen tillsammans med städerna Gammertingen och Veringenstadt och kommunen Neufra.